# Alejandro Allub
Pas d'image ? Cliquez ici

a Compétitions nationales et continentales officielles uniquement.

b Matchs officiels uniquement.
Dernière mise à jour le 24 avril 2023.
 Alejandro Allub, né le 11 décembre 1976 à Córdoba, est un joueur de rugby argentin, évoluant au poste de deuxième ligne.

## Biographie
lejandro Allub est contraint de mettre un terme à sa carrière en 2001 à l'âge de 24 ans à la suite d'un infarctus du myocarde. 
À la suite d'un test-match lors de la tournée en Nouvelle-Zélande à laquelle il participe avec les Pumas, il est victime d'une crise cardiaque.
Personne ne le voit revenir sur un terrain de rugby mais en 2004, il fait son grand retour en jouant à nouveau dans le Championnat Argentin pour l'équipe de rugby de Cordoba et pratique aussi le polo.
Il exerce dans la vie civile le métier de pédiatre spécialisé en cardiologie.
Il totalisa 29 sélections avec les Pumas dont une participation à la Coupe du monde 1999.

## Clubs successifs
- USA Perpignan

## Palmarès
- 29 sélections en équipe d'Argentine de 1997 à 2001.
- 1 essai, 5 points
- 1re sélection : Argentine-Paraguay (78-0), le 13.09.97.
- Sélections par année : 6 en 1997, 8 en 1998, 9 en 1999, 5 en 2000, 1 en 2001.

- Coupe du monde :
  - 1999 : 5 sélections.